# Carex bolanderi
Carex bolanderi är en halvgräsart som beskrevs av Stephen Thayer Olney. Carex bolanderi ingår i släktet starrar, och familjen halvgräs. Inga underarter finns listade i Catalogue of Life.